# Jan Romeo Pawłowski
Jan Romeo Pawłowski (né le 23 novembre 1960 à Biskupiec) est un prêtre catholique polonais, archevêque ad personam, docteur en droit canonique, diplomate du Vatican, nonce apostolique au Congo et au Gabon (en) de 2009 à 2015. Il est official de la secrétairerie d'État en 2015, et délégué pour les représentations diplomatiques du 21 novembre 2017 au 10 septembre 2022.

## Biographie

### Jeunesse et éducation
Jan Romeo Pawłowski est le premier des quatre fils de Stanislaus et de Magdalene. Il est diplômé de l’école primaire et secondaire de Toruń, et en 1979, il rejoint le séminaire supérieur de Primasowski à Gniezno. Il obtient sa maîtrise en théologie à la faculté théologique pontificale de Poznań. Le 1er juin 1985, il est ordonné prêtre par le cardinal Józef Glemp, archevêque de Gniezno.

### Ministère
De 1985 à 1987, il travaille comme vicaire dans la paroisse de Saint-Pierre et Saint-Martin. Il a également été le secrétaire de son pasteur, Jan Wiktor Nowak, comme vicaire de l’évêque. De 1987 à 1991, il étudie à l’université pontificale grégorienne, où il obtient son doctorat en droit canonique. À l’Académie pontificale ecclésiastique, il suit en parallèle des études au service diplomatique. En 1993, il est nommé aumônier de sa sainteté Jean-Paul II et, en 2005, il devient prélat d'honneur de Sa Sainteté.
Le 1er juillet 1991, il rejoint le service diplomatique du Saint-Siège, comme attaché et plus tard en tant que secrétaire de nonciature au Congo, en République centrafricaine et au Tchad (en) (1991 – 1994), secrétaire de nonciature en Thaïlande (en) (1994 – 1997), conseiller de nonciature au Brésil (en) (1997 – 1999) puis en France (1999 – 2002). À la fin de 2002, il rejoint Rome où il intègre la Section pour les relations avec les États de la secrétairerie d'État.
Le 18 mars 2009, il est nommé nonce apostolique au Congo et au Gabon (en),,. Il est alors élevé au rang d’archevêque et reçoit le siège titulaire de Sejny (de). Le 30 avril 2009 à Bydgoszcz, il est consacré évêque par le cardinal Tarcisio Bertone, secrétaire d'État du Saint-Siège.
Le 7 décembre 2015, le pape François le nomme official à la Secrétairerie d'État, et le 21 novembre 2017, lorsqu'est créée la troisième section de la secrétairerie d'État, section chargée des représentations diplomatiques, {Jan Romeo Pawłowski est choisi pour la diriger. Il démissionne de ce poste le 10 septembre 2022.
Le 1er décembre 2022, il est nommé nonce apostolique en Grèce (en).

## Succession apostolique
Jan Romeo Pawłowski a ordonné les évêques suivants :
- Archevêque Henryk Mieczysław Jagodziński (2020)

## Distinctions
En 2018, il reçoit le titre de citoyen d'honneur de la municipalité de Kobylanka.